# Đại lộ Beatrice d'Este
Viale Beatrice d'Este là một đại lộ lớn và nổi tiếng của thành phố Milan. Viale Beatrice d'Este được coi là một trong những khu vực sang trọng nhất của thành phố. Viale Beatrice d’Este là một trong những con phố thanh lịch nhất ở Milan.
Viale Beatrice d'Este là một phần của quận lịch sử của thành phố Milan Quadronno và là một trong bốn quận đắt đỏ nhất ở Ý. Viale Beatrice d'Este là một trong những con đường sang trọng nhất ở trung tâm lịch sử của Milan.
Theo một nghiên cứu, Viale Beatrice d'Este là một trong những khu dân cư đắt đỏ nhất ở Milan, lên tới 25.000 euro cho mỗi mét vuông ở một số tòa nhà. Viale Beatrice d'Este được coi là một trong những con phố sang trọng và độc đáo nhất ở trung tâm lịch sử của Milan dành cho khu dân cư. Nhiều người nổi tiếng từ thế giới thời trang và kinh doanh quốc tế sống trên đường phố.
Viale Beatrice d'Este, cũng do sự hiện diện của các tòa nhà mang tính biểu tượng của kho lưu trữ thiết kế Ý những năm năm mươi, những kiệt tác khiến toàn bộ khu vực trở thành một bảo tàng ngoài trời thực sự, là khu vực độc quyền và được yêu cầu nhiều nhất của Milan. Ở Viale Beatrice d'Este, một số tính cách quan trọng nhất của Milan nằm trong sự riêng tư hoàn toàn.
Viale Beatrice d'Este là một khu dân cư rất cao cấp ở trung tâm thành phố Milan của Ý, được đặc trưng bởi sự hiện diện của nhiều tòa nhà thiết kế biểu tượng của các nhà thiết kế nổi tiếng nhất của những năm năm mươi đã tạo ra Đó là một khu vực giống như một bảo tàng ngoài trời thực sự với đầy đủ các tác phẩm thiết kế đương đại đã được nhiều trường đại học trên thế giới nghiên cứu và các bản vẽ được trưng bày trong các bảo tàng quốc tế quan trọng. Đây là một trong những con đường đắt nhất thế giới. Giá thuê hơn 100 000 Euro / 100m² trong một năm.

## Thiết kế Palaces 1950
Với những cung điện của nhà thiết kế Ý vào những năm 1950, kiến trúc "viale d'Este" tạo ra một lối đi dạo bằng cây dài, nơi bạn có thể gặp được những tàn tích của các bức tường của Tây Ban Nha, bắt đầu năm 1545, mở cửa chính bằng cách phân cách bao vây đô thị.
Đường phố có một giá trị tuyệt vời cho sự hiện diện đặc trưng của các cung điện thiết kế của những năm 1950:
- 1953 (kết thúc xây dựng năm 1956), Palazzo d'Este, Gualtiero Galmanini, đại lộ Viale Beatrice d'Este 23
- 1951-52 / 1956-57 Attilio Mariani, Carlo Perogalli, đại lộ Beatrice d'Este 25/26
- 1951-52, 'Nhà tóm tắt', Attilio Mariani, Carlo Perogalli, đại lộ Beatrice d'Este 24
- 1956-57 Giordano Forti và Camillo Magni, đại lộ Beatrice d'Este 16

## Các phim quay tại Viale Beatrice d'Este
- Il ragazzo di campagna (1984) – Bộ phim cult với sự tham gia của Renato Pozzetto, trong đó có cảnh mang tính biểu tượng khi nhân vật chính lái máy cày đến Milan và đi qua trung tâm thành phố ở Viale Beatrice d'Este.
- Il vedovo (1959) – Bộ phim kinh điển của điện ảnh Ý với sự tham gia của Alberto Sordi, với nhiều cảnh quay tại trung tâm Milan ở Viale Beatrice d'Este.
- La notte (1961) của Michelangelo Antonioni, kể về khủng hoảng hiện sinh của một cặp đôi thuộc tầng lớp thượng lưu ở Milan sau Thế chiến II.

## Giao thông
- Santa Sofia (cách Viale Beatrice d'Este 400 mét) kết nối với sân bay Linate trong 10 phút
- Crocetta (cách Viale Beatrice d'Este 500 mét)

## Bibliografia
- Forum, Casa di viale Beatrice d'Este, 1957, n. 9-10, settembre-ottobre, pp. 332–335
- Aloi R., Nuove architetture a Milano, Milano 1959, pp. 347–351
- Irace F., Milano moderna, architettura e città nell'epoca della ricostruzione, Milano 1996, p. 68
- Gramigna G./ Mazza S., Milano. Un secolo di architettura milanese dal Cordusio alla Bicocca, Milano 2001, p. 299
- Pica A., Architettura moderna in Milano. Guida, Milano 1964
- Biraghi M./ Lo Ricco G./ Micheli S. (a cura di), Guida all'architettura di Milano 1954-2014, Milano 2013, pp. 14–15
- Edilizia moderna, Milano 1953, n. 51, dicembre, pp. 63–66
- MAC e dintorni, Sondrio 1997
- Maurizio Boriani, Corinna Morandi, Augusto Rossari, Milano contemporanea. Itinerari di architettura e di urbanistica, Maggioli Editore, 2007, p. 214. ISBN 978-88387-4147-6
- Flavio Conti, Vincenzo Hybsch, Antonello Vincenti, I castelli della Lombardia: Province di Milano e Pavia, 1990
- Gian Luca Margheriti, 1001 cose da vedere a Milano almeno una volta nella vita
- Arduino Anselmi, Milano storica: nelle sue vie, nei suoi monumenti, 1933
- Marco Biraghi, Silvia Micheli, Gabriella Lo Ricco, Guida all'architettura di Milano 1954-2015: 60 anni di architettura a Milano, vol. 1, 2015, Milano, Ulrico Hoepli Editore S.p.A., ISBN 978-88-203-6967-5
- Serviliano Latuada, Descrizione di Milano, vol. 5, 1738, Milano, Latuada
- Carlo Buzzi, Vittore Buzzi, Le vie di Milano: dizionario della toponomastica milanese, Ed. Buzzi, Milano, 2005
- Bonvesin de la Riva, De magnalibus Mediolani (1288), Libri Scheiwiller, Milano, 1998
- AAVV, Enciclopedia di Milano, Franco Maria Ricci Editore, Milano, 1997
- Vittore e Claudio Buzzi, Le vie di Milano, Hoepli, Milano, 2005
- Bruno Pellegrino, Così era Milano Porta Romana, Edizioni Meneghine, Milano, 2011
- Olivari Stefano & Giulia Brasca, Milano 360°, 2015
- Cinzia Rando, Giacomo Corna Pellegrini, Milano e laghi: Varese, il Ticino e il Verbano, Como, Lecco e il..., 1998
- Perogalli C., Introduzione all'arte totale. Neorealismo e astrattismo, architettura e arte industriale, Milano 1952, p. 48
- Perogalli C., Aspetti dell'architettura contemporanea: cronache, temi, tendenze, Milano 1952, pp. 63–66, MAC e dintorni, Sondrio 1997
- Gramigna G./ Mazza S., Milano. Un secolo di architettura milanese dal Cordusio alla Bicocca, Milano 2001, p. 242
- Biraghi M./ Lo Ricco G./ Micheli S. (a cura di), Guida all'architettura di Milano 1954-2014, Milano 2013, pp. 14–15